# Khai Quang
Khai Quang là một phường thuộc thành phố Vĩnh Yên, tỉnh Vĩnh Phúc, Việt Nam.
Phường có diện tích 11,52 km², dân số năm 2004 là 16624 người, mật độ dân số đạt 1443 người/km².